# Louis Jacques Antoine Dejunquières
Louis Jacques Antoine Dejunquières est un homme politique français né le 21 mars 1740 à Argentan (Orne) et décédé le 26 octobre 1808 à Paris.
Procureur au Parlement de Paris, il est nommé président du tribunal civil de Pontoise sous le Consulat. Il est député de Seine-et-Oise de 1804 à 1808.

## Sources
- « Louis Jacques Antoine Dejunquières », dans Adolphe Robert et Gaston Cougny, Dictionnaire des parlementaires français, Edgar Bourloton, 1889-1891 [détail de l’édition]